# Konkurencja antygenowa
Konkurencja antygenowa (kompetycja antygenowa) to zjawisko hamowania reakcji immunologicznej na jeden antygen po podaniu innego antygenu.
Wyróżnia się:
- konkurencję intramolekularną, polegającą na silniejszej odpowiedzi na jeden z epitopów
- konkurencję intermolekularną, występującą wtedy, gdy odpowiedź na jeden z antygenów jest hamowana tylko wtedy, gdy antygeny poda się jednocześnie w to samo miejsce.

Osobnym niejako zjawiskiem jest konkurencja sekwencyjna, w której nie odgrywa roli miejsce podania, ale czas, po którym podany jest drugi antygen.
Podstawy zjawiska kompetycji antygenowej nie są, jak dotąd, wyjaśnione.